# Hyalacrotes
Hyalacrotes is een geslacht van schimmels uit de familie Calloriaceae. 

## Soorten
Volgens Index Fungorum telt het geslacht vijf soorten (peildatum september 2023):
| Soortnaam                | Auteur(s)                  | Publicatiejaar |
| ------------------------ | -------------------------- | -------------- |
| Hyalacrotes groenlandica | (S. Olsen) Raitv.          | 2004           |
| Hyalacrotes hamulata     | (Rehm) Raitv.              | 1991           |
| Hyalacrotes lupini       | (Raitv.) Raitv.            | 1991           |
| Hyalacrotes pseudopani   | (Hosoya) Raitv.            | 2004           |
| Hyalacrotes racemosa     | (Raitv. & Huhtinen) Raitv. | 2004           |